# Sol (Marstag)

Siderischer Tag (1 nach 2) und Sonnentag (1 nach 3).

Sol (über das Englische, wörtlich für „[die] Sonne“, aus dem Lateinischen/Römischen sol entlehnt) ist eine Bezeichnung für die Rotationsperiode des Mars gegenüber der Sonne, also für einen Mars-Tag. Ein Sol wird vorwiegend im Englischen beispielsweise von Wissenschaftlern der NASA als Zeitmaß verwendet, um den Einsatz der Marsrover zu planen.

## Länge
Die Dauer dieses Tag-und-Nacht-Zyklus (ein Tag) beträgt 24 Stunden, 39 Minuten und 35,244 Sekunden.
Im Unterschied zur siderischen Rotationsperiode des Mars – seiner Rotation gegenüber den Fixsternen –, die nur 24 Stunden, 37 Minuten und 22,66 Sekunden beträgt, dauert der Sonnen-Tag ein klein wenig länger, da er sich durch seine Umlaufbewegung um die Sonne dafür noch etwas weiter um die eigene Achse drehen muss.

## Zukunft / Science Fiction
Im Hinblick auf eine mögliche Marskolonisation stellt sich die Frage, wie man den Sol auf Uhren übertragen kann. In der Science-Fiction-Reihe Marstrilogie von Kim Stanley Robinson verwenden die Marssiedler klassische irdische Uhren, welche um Mitternacht für 39 Minuten und 40 Sekunden stehen bleiben. Dadurch entsteht eine Art Geisterstunde, welche die Zeitdifferenz zum irdischen Tag ausgleicht.
Einen anderen Entwurf lieferte 1988 David Powell mit dem Davidianischen Marskalender. Danach laufen die Uhren schlicht langsamer als irdische, sodass ihre Marsstunden-Zeiger nach einem Sol zweimal herumgelaufen sind. So entspricht 1 Mars-Sekunde 1,027 irdischen Sekunden, 1 Mars-Minute 61,62 irdischen Sekunden und 1 Mars-Stunde 61 Minuten und 38,968 Sekunden auf der Erde.